# Lucas Arnold Ker
Lucas Arnold Ker (* 12. října 1974 v Buenos Aires, Argentina) je současný argentinský profesionální tenista.
 Ve své dosavadní kariéře vyhrál 15 turnajů ATP ve čtyřhře.

## Finálové účasti na turnajích ATP (33)

### Čtyřhra - výhry (15)
| Legenda                                                       |
| ATP International Series Gold / ATP World Tour 500 Series (0) |
| ATP International Series / ATP World Tour 250 Series (15)     |

| Č.  | Datum           | Turnaj                  | Povrch | Partner         | Soupeři ve finále                     | Výsledek        |
| 1.  | 11. srpen 1996  | San Marino              | antuka | Pablo Albano    | Mariano Hood Sebastián Prieto         | 6-1, 6-3        |
| 2.  | 13. červen 1999 | Merano, Itálie          | antuka | Jaime Oncins    | Marc-Kevin Goellner Eric Taino        | 6-4, 7-6        |
| 3.  | 15. srpen 1999  | San Marino              | antuka | Mariano Hood    | Petr Pála Pavel Vízner                | 6-3, 6-2        |
| 4.  | 19. září 1999   | Mallorca, Španělsko     | antuka | Tomas Carbonell | Alberto Berasategui Francisco Roig    | 6-1, 6-4        |
| 5.  | 3. říjen 1999   | Bukurešť, Rumunsko      | antuka | Martín García   | Marc-Kevin Goellner Francisco Montana | 6-3, 2-6, 6-3   |
| 6.  | 12. březen 2000 | Bogotá, Kolumbie        | antuka | Pablo Albano    | Juan Balcells Mauricio Hadad          | 7-64, 1-6, 6-2  |
| 7.  | 18. únor 2001   | Viña del Mar, Chile     | antuka | Tomas Carbonell | Mariano Hood Sebastián Prieto         | 6-4, 2-6, 6-3   |
| 8.  | 25. únor 2001   | Buenos Aires, Argentina | antuka | Tomas Carbonell | Mariano Hood Sebastián Prieto         | 5-7, 7-5, 7-65  |
| 9.  | 29. září 2002   | Palermo, Itálie         | antuka | Luis Lobo       | František Čermák Leoš Friedl          | 6-4 4-6 6-2     |
| 10. | 4. květen 2003  | Valencie, Španělsko     | antuka | Mariano Hood    | Brian MacPhie Nenad Zimonjić          | 6-1, 6-77, 6-4  |
| 11. | 28. září 2003   | Palermo, Itálie         | antuka | Mariano Hood    | František Čermák Leoš Friedl          | 7-66, 6-73, 6-4 |
| 12. | 22. únor 2004   | Buenos Aires, Argentina | antuka | Mariano Hood    | Federico Browne Diego Veronelli       | 7-5, 6-72, 6-4  |
| 13. | 19. září 2004   | Bukurešť, Rumunsko      | antuka | Mariano Hood    | José Acasuso Óscar Hernández          | 7-65, 6-1       |
| 14. | 3. říjen 2004   | Palermo, Itálie         | antuka | Mariano Hood    | Gastón Etlis Martín Rodríguez         | 7-5, 6-2        |
| 15. | 22. květen 2005 | St. Pölten, Rakousko    | antuka | Paul Hanley     | Martin Damm Mariano Hood              | 6-3, 6-4        |

### Čtyřhra - prohry (18)
| Legenda                                                       |
| ATP International Series Gold / ATP World Tour 500 Series (4) |
| ATP International Series / ATP World Tour 250 Series (14)     |

| Č.  | Datum             | Turnaj                    | Povrch  | Partner          | Vítězové                             | Výsledek      |
| 1.  | 6. říjen 1996     | Marbella, Španělsko       | antuka  | Pablo Albano     | Andrew Kratzmann Jack Waite          | 6-7, 6-3, 6-4 |
| 2.  | 13. únor 2000     | San José, USA             | tvrdý   | Eric Taino       | Jan-Michael Gambill Scott Humphries  | 6-1, 6-4      |
| 3.  | 23. červenec 2000 | Stuttgart, Německo        | antuka  | Donald Johnson   | Jiří Novák David Rikl                | 5-7, 6-2, 6-3 |
| 4.  | 17. únor 2002     | Viña del Mar, Chile       | antuka  | Luis Lobo        | Gastón Etlis Martín Rodríguez        | 6-3, 6-4      |
| 5.  | 28. duben 2002    | Barcelona, Španělsko      | antuka  | Gastón Etlis     | Michael Hill Daniel Vacek            | 6-4, 6-4      |
| 6.  | 28. červenec 2002 | Kitzbühel, Rakousko       | antuka  | Àlex Corretja    | Robbie Koenig Thomas Šimada          | 7-63, 6-4     |
| 7.  | 23. únor 2003     | Buenos Aires, Argentina   | antuka  | David Nalbandian | Mariano Hood Sebastián Prieto        | 6-2, 6-2      |
| 8.  | 13. duben 2003    | Estoril, Portugalsko      | antuka  | Mariano Hood     | Mahesh Bhupathi Max Mirnyj           | 6-1, 6-2      |
| 9.  | 13. červenec 2003 | Båstad, Švédsko           | antuka  | Mariano Hood     | Simon Aspelin Massimo Bertolini      | 7-63 0-6 4-6  |
| 10. | 26. říjen 2003    | Basilej, Švýcarsko        | koberec | Mariano Hood     | Mark Knowles Daniel Nestor           | 6-4, 6-2      |
| 11. | 25. červenec 2004 | Kitzbühel, Rakousko       | antuka  | Martín García    | František Čermák Leoš Friedl         | 6-3, 7-5      |
| 12. | 31. říjen 2004    | Basilej, Švýcarsko        | koberec | Mariano Hood     | Bob Bryan Mike Bryan                 | 7-611, 6-2    |
| 13. | 10. duben 2005    | Valencia, Španělsko       | antuka  | Mariano Hood     | Fernando González Martín Rodríguez   | 6-4, 6-4      |
| 14. | 7. srpen 2005     | Sopoty, Polsko            | antuka  | Sebastián Prieto | Mariusz Fyrstenberg Marcin Matkowski | 7-67, 6-4     |
| 15. | 7. květen 2006    | Estoril, Portugalsko      | antuka  | Leoš Friedl      | Lukáš Dlouhý Pavel Vízner            | 6-3, 6-1      |
| 16. | 23. červenec 2006 | Amersfoort, Nizozemsko    | antuka  | Christopher Kas  | Alberto Martín Fernando Vicente      | 6-4, 6-3      |
| 17. | 20. červenec 2008 | Kitzbühel, Rakousko       | antuka  | Olivier Rochus   | James Cerretani Victor Hănescu       | 6-3, 7-5      |
| 18. | 14. únor 2009     | Costa do Sauípe, Brazílie | antuka  | Juan Mónaco      | Marcel Granollers Tommy Robredo      | 6-4, 7-5      |

## Davisův pohár
Lucas Arnold Ker se zúčastnil 13 zápasů v Davisově poháru  za tým Argentiny s bilancí 3-1 ve dvouhře a 9-3 ve čtyřhře.